# Championnat d'Angleterre de football 1967-1968
Navigation
Édition précédente Édition suivante
La 69e édition du championnat d'Angleterre de football s'est déroulée en 1967-1968 ; elle a été dominée par les clubs mancuniens, le titre revenant à Manchester City qui devance Manchester United.
Manchester City se qualifie pour la Coupe des clubs champions en tant que champion d'Angleterre tout comme Manchester United comme tenant du titre européen. West Bromwich Albion, vainqueur de la coupe se qualifie pour la Coupe des vainqueurs de coupe. Chelsea FC, Liverpool FC et Newcastle United se qualifient pour la Coupe des villes de foires au titre de leur classement en championnat tout comme Leeds United, vainqueur du trophée européen l'année précédente.
Le système de promotion/relégation reste en place : descente et montée automatique, sans matchs de barrage pour les deux derniers de première division et les deux premiers de deuxième division. À la fin de la saison, les clubs de Sheffield United et Blackpool FC sont relégués en deuxième division. Ils sont remplacés pour la saison suivante par Ipswich Town et Queens Park Rangers, qui connaît sa seconde accession en deux ans.
L'attaquant anglais Ron Davies, joueur de Southampton FC et le Nord-Irlandais George Best de Manchester United terminent en tête du classement des buteurs avec 29 réalisations. C'est le second titre de meilleur buteur pour Davies.

## Classement
| Rang | Équipe                     | Pts | J  | G  | N  | P  | Bp | Bc | Diff |
| ---- | -------------------------- | --- | -- | -- | -- | -- | -- | -- | ---- |
| 1    | Manchester City            | 58  | 42 | 26 | 6  | 10 | 86 | 43 | +43  |
| 2    | Manchester United          | 56  | 42 | 24 | 8  | 10 | 89 | 55 | +34  |
| 3    | Liverpool FC               | 55  | 42 | 22 | 11 | 9  | 71 | 40 | +31  |
| 4    | Leeds United               | 53  | 42 | 22 | 9  | 11 | 71 | 41 | +30  |
| 5    | Everton FC                 | 52  | 42 | 23 | 6  | 13 | 67 | 40 | +27  |
| 6    | Chelsea FC                 | 48  | 42 | 18 | 12 | 12 | 62 | 68 | -6   |
| 7    | Tottenham Hotspur          | 47  | 42 | 19 | 9  | 14 | 70 | 59 | +11  |
| 8    | West Bromwich Albion FC    | 46  | 42 | 17 | 12 | 13 | 75 | 62 | +13  |
| 9    | Arsenal FC                 | 44  | 42 | 17 | 10 | 15 | 60 | 56 | +4   |
| 10   | Newcastle United FC        | 41  | 42 | 13 | 15 | 14 | 54 | 67 | -13  |
| 11   | Nottingham Forest          | 39  | 42 | 14 | 11 | 17 | 52 | 64 | -12  |
| 12   | West Ham United            | 38  | 42 | 14 | 10 | 18 | 73 | 69 | +4   |
| 13   | Leicester City             | 38  | 42 | 13 | 12 | 17 | 64 | 69 | -5   |
| 14   | Burnley FC                 | 38  | 42 | 14 | 10 | 18 | 64 | 71 | -7   |
| 15   | Sunderland                 | 37  | 42 | 13 | 11 | 18 | 51 | 61 | -10  |
| 16   | Southampton FC             | 37  | 42 | 3  | 11 | 18 | 66 | 83 | -17  |
| 17   | Wolverhampton Wanderers FC | 36  | 42 | 14 | 8  | 20 | 66 | 75 | -9   |
| 18   | Stoke City                 | 35  | 42 | 14 | 7  | 21 | 50 | 73 | -23  |
| 19   | Sheffield Wednesday        | 34  | 42 | 11 | 12 | 19 | 51 | 63 | -12  |
| 20   | Coventry City              | 33  | 42 | 9  | 15 | 18 | 51 | 71 | -20  |
| 21   | Sheffield United           | 32  | 42 | 11 | 10 | 21 | 49 | 70 | -21  |
| 22   | Fulham FC                  | 27  | 42 | 10 | 7  | 25 | 56 | 98 | -42  |

## Meilleur buteur
Avec 28 buts, George Best qui évolue à Manchester United et Ron Davies (Southampton FC) se partagent le titre de meilleur buteur du championnat.